# 下岡陽子
下岡 陽子（しもおか ようこ、1981年11月28日-）は、フリーアナウンサー。元富山テレビ放送・東海ラジオ放送・岐阜放送（ぎふチャン）アナウンサー。愛知県名古屋市出身。早稲田大学第一文学部卒業。

## 人物・経歴
- CATVの知多メディアスネットワークでレギュラー番組の司会を務めた後、富山テレビ放送（2009年4月-2011年3月）、東海ラジオ放送（2011年4月-2012年3月）契約アナウンサーと在籍。東海ラジオ退社後は富山を拠点にフリーアナウンサーとして活動。その後、2016年4月から2019年3月まで岐阜放送アナウンサーとして活動[1]。2019年4月より中京テレビ放送アナウンサーとして活動[2]。

東海地方で活動する際はNTBとタレント契約を結んで在籍する。
- 基本情報技術者やドットコムマスターシングル、オラクル・シルバー・フェローなど情報処理関連の資格を持つ。アナウンサーの仕事に就く前は、システムエンジニアとして従事。
- アニメや特撮が好きと公言しており、富山テレビ在籍時に放送されたFNS26時間テレビ (2010年)のFNS27局対抗! 三輪車12時間耐久レースではアニメおたくチームとしてコスプレ姿で登場した。また、東海ラジオ在籍時にはアニソン番組も担当した。2010年からは富山こすぷれフェスタの司会を担当し、富山テレビ退社後も2016年まで司会を担当。

## 担当した番組・CM
番組
- 知多メディアスネットワーク
  - ちたまる
- 富山テレビ
  - BBTニュースフラッシュ
  - BBTスーパーニュースリポーター
- 東海ラジオ
  - アナ3!!（ブロードバンド東海ラジオ）
  - 歌謡ステーション
  - ハミングバード
  - アニミュ～☆
  - チア・スポ～Cheer Sport(2011年10月～)

CM
東海ラジオは退社したものの、出演したCMは2012年6月以降も放送された。
- ミニミニ
- 司法書士法人リーセット
- ハトのマークの引越センター

など